# Stefan Ekberg
Stefan Ekberg, ursprungligen Rolf Stefan Ekberg, född den 28 oktober 1965 i Skarpnäcks församling, är en svensk författare och manusförfattare. 

## Biografi
Stefan Ekberg växte upp som ett maskrosbarn i Sollentuna, Hässelby Gård och Upplands Väsby, utanför Stockholm. Han började förändra sitt liv med hårdare studier och fokus på framgång efter att ha läst Wayne Dyers bok Sikta mot stjärnorna. 
Ekberg debuterade som författare 1991 med romanen Begagnad skateboard bytes mot livsinnehåll. Året därpå gav han ut romanen Den döende yuppien, och 1997 romanen Kom och angå mig nån jävel.
Han studerade bland annat svenska vid Stockholms universitet.
Ekberg utökade sitt skrivande, och blev krönikör i flera dagstidningar och i radio, samt en frågespalt i Damernas värld. I slutet av 1990-talet fick han jobb som huvudförfattare för såpoperan Vänner och fiender, trots att han inte hade någon tidigare erfarenhet av att skriva för TV.. När serien slutade gick han vidare att skriva för fler såpoperor, såväl sådana på Kanal 5 (OP7) som på TV4 (Nya Tider, där han var storylineförfattare mellan 1999 och 2001). Arbetet där gjorde honom snabbare som författare, men gav honom också en insikt:
| ”               | – Jag insåg att de andra författarna var företagare och jag identifierade mig direkt med dem. Företagarna blev min stam och jag hade hittat hem. | „ |
| – Stefan Ekberg | |   |

År 1997 startade han sitt eget företag, Redaktionen, och började ge ut böcker om företagande, management och marknadsföring. Han driver även Ego förlag. Han startade flera webbplatser, där över 200 000 personer prenumererar på hans tio olika nyhetsbrev.
2002 skrev Ekberg boken Det svaga könet : 750 roliga elakheter om män under pseudonymen Frida Ekberg.
Två av Stefan Ekbergs svenska fackböcker är även översatta till norska och utgivna i Norge (bokförlaget Adekvat) och i april 2014 publicerade bokförlaget Harriman House titeln The 5 Minute Marketer på engelska i både England och USA.
Ekberg är också uppfinnare och har patent på uppfinningen Draghajen (Patentnummer SE 1750357 A1)och "Den rosa granaten", ett personlarm i tre delar.
Ekberg är bosatt i Stockholm.

### TV-manus
- Huvudförfattare till 350 avsnitt av TV-såpan Vänner och Fiender[14]
- Huvudförfattare till 24 avsnitt av Dramaserien OP7
- Storylineförfattare till 90 avsnitt av TV-såpan Nya Tider

### Romaner
- 1991 - Begagnad skateboard bytes mot livsinnehåll ISBN 91-518-2467-1
- 1992 - Den döende yuppien eller Plastrebellen eller Född -68 ISBN 91-518-2516-3
- 1997 - Kom och angå mig nån jävel ISBN 91-518-3062-0

### Fackböcker
- 1996 - Författarnas lilla röda
- 1997 - Tidningarna har ordet
- 1999 - Affärsidéer för dig
- 2001 - Gerillaföretagaren
- 2002 - Rivstart
- 2002 - Allt du måste veta om säljande hemsidor
- 2003 - 1000 tips om att sälja mer i din butik
- 2006 - Juniorföretagaren
- 2008 - 469 snabba tips som ökar försäljningen i din internetbutik
- 2008 - Starta eget - eller?
- 2009 - Konsten att hantera superjobbiga människor
- 2009 - 492 överlevnadstips för små företag i lågkonjunktur
- 2009 - 345 smarta sätt att hitta nya kunder
- 2010 - 100 sidor om hur du vinner tid
- 2010 - 444 smarta tips för dig som säljer tjänster
- 2010 - Försäljning för motvilliga
- 2010 - 169 superenkla saker som tar din sajt till toppen hos sökmotorerna
- 2011 - 54 steg som får ditt företag att växa med raketfart
- 2011 - 5-minutersmarknadsföraren
- 2011 - Stressfri på jobbet
- 2012 - Jobba smartare - inte hårdare
- 2012 - Så blir du framgångsrik - utan pengar, utan kontakter och med helt fel bakgrund
- 2012 - Spöa konkurrenterna
- 2012 - Öka trafiken till hemsidan
- 2013 - 333 fantastiska idéer om hur du motiverar personalen
- 2013 - Lösningar på livspusslet

- 2013 - Förhandla som proffsen

- 2013 Konsten att hantera superjobbiga människor

- 2013 - Lyckas med kalla samtal - Handbok i telefonförsäljning
- 2013 - Lyckliga relationer
- 2013 - Handbok i att leda sig själv
- 2013 - Affärsidéer för dig som vill jobba hemifrån
- 2013 - Äntligen måndag
- 2013 - Lyckas som konsult
- 2013 - Sluta oroa dig
- 2013 - Stå på dig – annars gör någon annan det
- 2014 - Google - Hjärta – Dig
- 2014 - Kreativitet utan flum
- 2015 - Soloföretagaren
- 2016 - Google hjärta dig 2
- 2016 - Från motvind till medvind
- 2016 - Handbok för karriärister
- 2017 - Handbok i att misslyckas med allt
- 2018 - Boken om mig
- 2018 - Hur du blir din egen bästa vän
- 2018 - Lär känna dig själv
- 2018 - Berättelsen om oss
- 2018 - Min bucket list
- 2018 - När jag är borta
- 2018 - Boken om mig 2
- 2019 - Mitt hus
- 2019 - Vi två
- 2019 - Vuxen - så funkar det
- 2019 - Våra familjerecept
- 2021 – Lycka, så funkar det
- 2022 – Sluta oroa dig
- 2023 – Överlevnadshandbok för alkisungar

### Bok under pseudonymen Frida Ekberg
- 2001 - Det svaga könet : 750 roliga elakheter om män ISBN 91-32-32668-8

## Priser och utmärkelser
- Bästa Manus OP:7
- Årets Säljarbok 2006 och 2008
- Finalist i Årets Företagare 2012[15]